# Teodosij Spasov
Teodosij Jordanov Spasov in bulgaro Теодосий Йорданов Спасов? (4 marzo 1961) è un compositore, musicista jazz bulgaro è inoltre un suonatore di kaval (strumento a fiato della musica tradizionale bulgara).
La sua musica fonde diversi generi: il folk bulgaro, elementi di jazz, pop e musica classica. Ha collaborato con molti artisti, soprattutto del panorama jazz e della musica etnica, tra cui Ennio Morricone.